# Kościół Nawiedzenia Najświętszej Maryi Panny w Faszczówce
Kościół Nawiedzenia Najświętszej Maryi Panny w Faszczówce – nieistniejący kościół w Faszczówce na Białorusi. W 1937 roku władze sowieckie zamknęły kościół, a 24 grudnia 1967 r. wysadziły w powietrze. Szczególną czcią wśród miejscowych wiernych cieszyła się znana od 1 połowy XVII w. ikona Matki Bożej Faszczowskiej, uznawana za cudowną. Kościół był jednym z pierwszych na Białorusi, gdzie na początku XX w. zaczęto głosić kazania w języku białoruskim.
Według niektórych źródeł kościół miał wezwanie Zesłania Ducha Świętego.

## Historia
W 1737 r. zaczęto kłaść fundamenty pod murowany kościół i 9 lipca 1738 r. położono kamień węgielny. Wzniesiony kościół poświęcono 7 września 1754 r. Już w 1757 r. zawalił się świeżo postawiony murowany chór muzyczny. W kronice jezuickiej zapisano, że stało się to z winy architekta, lecz nie podano jego nazwiska. Budową kierował w latach 1738-39 br. Jerzy Szyk, który zmarł rażony piorunem na rusztowaniu 6 czerwca 1739 r., a w latach 1747‑57 br. Benedykt Mezmer (zmarł 16 października 1757).
W 1768 roku kościół konsekrował biskup sufragan białoruski Feliks Towiański (biskup pomocniczy diecezji wileńskiej dla Białorusi).
W kościele trwał kult obrazu Najświętszej Maryi Panny Faszczowskiej (Chwaszczowskiej) i przechowywano relikwie św. Symplicjana. Zapisy sięgające 1787 roku stwierdzają: „Najświętsza Bogurodzica, znana od prawie dwóch stuleci z wielu łask i cudów w swoim faszczowskim obrazie, dokonała w tym roku cudownych dowodów swojej macierzyńskiej dobroci”.
13 czerwca 1937 roku, gdy większość miejscowych wiernych wyruszyła na odpust św. Antoniego w Mohylewie, nieznani sprawcy ukradli obraz Matki Bożej znajdujący się w głównym ołtarzu świątyni. 
Podczas walk w okolicach wsi w 1941 r. mieszkańcy schronili się w świątyni.  
Po II wojnie światowej władze próbowały zrobić w kościele klub, ale ze względu na opór mieszkańców, musiały z tego pomysłu zrezygnować. Według innych źródeł świątynię wykorzystywano do celów gospodarczych, był w niej m.in. spichlerz zakładu "Zahotzierno" dla części rejonu szkłowskiego. Przez pewien czas pełniła funkcję świetlicy wiejskiej, w której odbywały się koncerty artystów ze Szkłowa oraz pokazy filmowe. Później w budynku zrobiono młyn. Przez pewien czas miejscowy kołchoz zaczął składować w kościele siano. Następnie postanowiono zburzyć budynek z powodu złego stanu technicznego, aby nie zagrażał bezpieczeństwu bawiących się w nim dzieci. 
24 grudnia 1967 roku świątynia została wysadzona w powietrze przez brygadę saperską z Leningradu. W miejscu zburzonego kościoła stoi obecnie krzyż.
Obecnie w miejscu kościoła przebiega droga z Faszczówki do Starych Czomodanów.

## Architektura
W kościele znajdowało się jedenaście ołtarzy. W ołtarzu głównym znajdował się obraz Matki Bożej Faszczowskiej, uznawany za cudowny.

## Galeria

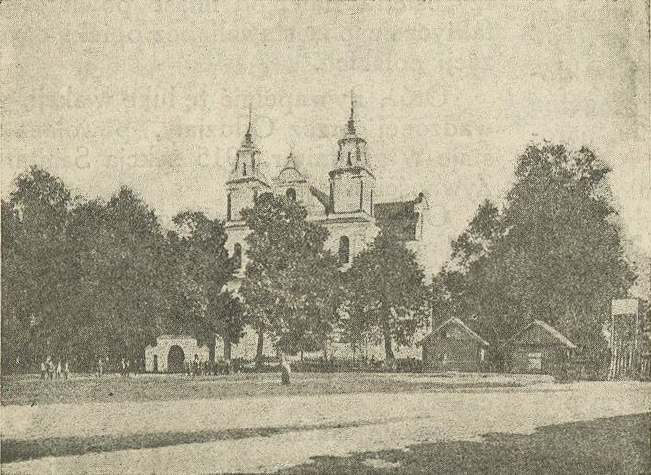
Fotografia kościoła z książki Nasze Kresy z 1917 roku
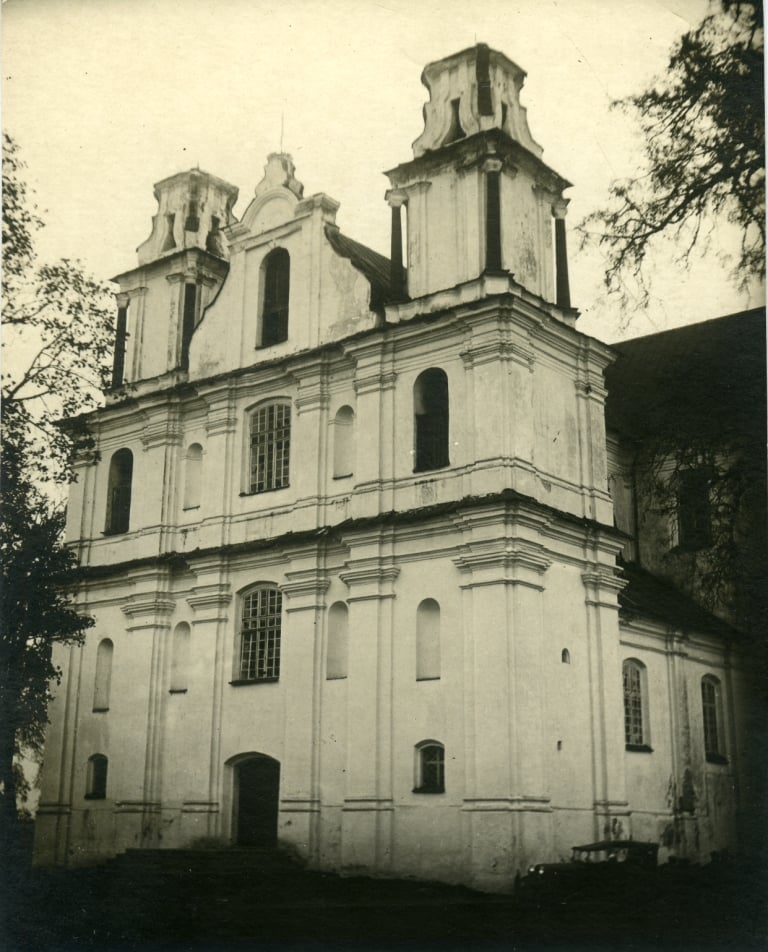
Kościół w 1939 r.
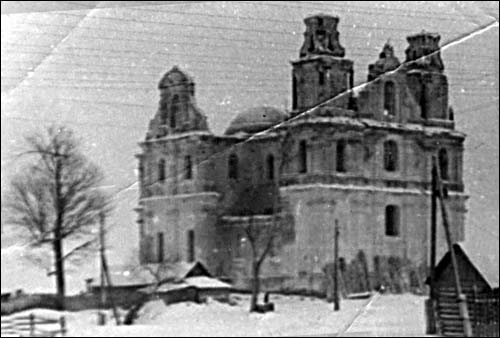
Kościół w latach 60. XX w.
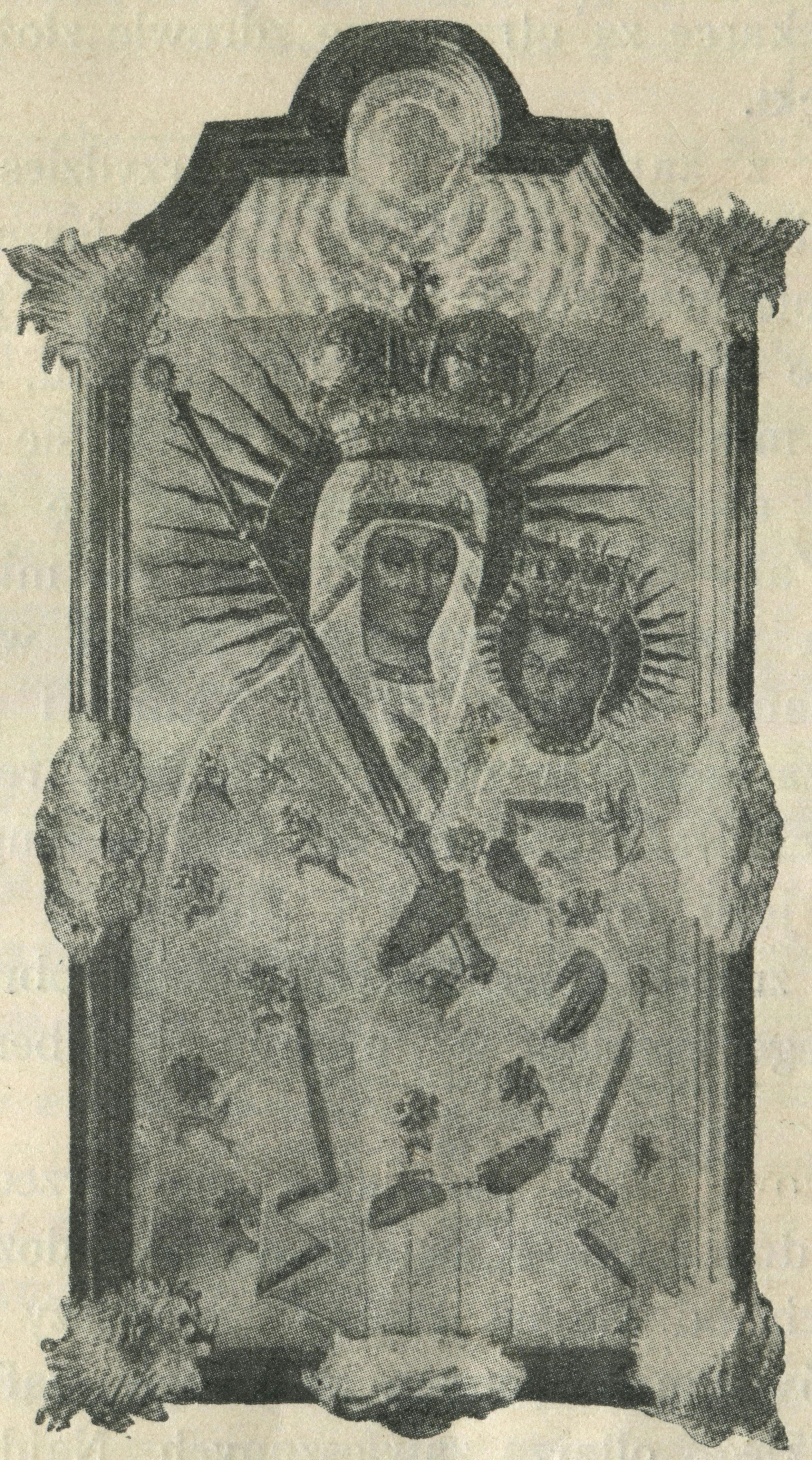
Obraz Matki Bożej Faszczowskiej